# De Anatomische Les
De Anatomische Les is een medische publiekslezing op het snijvlak van geneeskunde en maatschappij waarvoor jaarlijks door het Academisch Medisch Centrum en de Volkskrant een spreker wordt aangezocht die in zijn of haar discipline internationaal toonaangevend is. De lezing wordt uitgesproken in het Concertgebouw.
De eerste keer werd de lezing gehouden in 1994 naar aanleiding van het jubileum van 325 jaar academische geneeskunde in Amsterdam. De lezing weerspiegelt een eeuwenoude academisch-medische traditie. In de zestiende en zeventiende eeuw belegde het Amsterdamse Chirurgijnsgilde jaarlijks een openbare les, waarbij het lijk van een pas geëxecuteerde misdadiger werd ontleed. Ter wille van het publiek werd het begeleidend commentaar gegeven in de volkstaal in plaats van het gebruikelijke Latijn.
De Volkskrant publiceert als medeorganisator jaarlijks een interview met de spreker (ongeveer zes weken voor het evenement) en zorgt voor de uitgave van een boekje met het interview en commentaar van Nederlandse deskundigen.
Het verpleegkundig equivalent van De Anatomische Les is de Anna Reynvaan Lezing.